# Ur (Kontinent)
Ur ist ein hypothetischer erster Superkontinent, der sich vor 3 Milliarden Jahren, im frühen Archaikum, in Äquatornähe gebildet haben soll. Es wird angenommen, dass er kleiner als das heutige Australien war. 

## Namensgebung
Der Name Ur wurde 1993 von John J. W. Rogers vorgeschlagen. Der Name leitet sich von der deutschen Vorsilbe ur- für ursprünglich, alt ab, spielt aber auch auf die mesopotamische Stadt Ur an, eine der ältesten Großstädte der Welt, und soll darauf hinweisen, dass es sich um den ersten und ältesten Superkontinent handelt. Obwohl Ur relativ klein war und in der Größe nicht mit den späteren Superkontinenten konkurrieren konnte, trifft die Bezeichnung Superkontinent insoweit zu, als vor 3 Milliarden Jahren eine zusammenhängende Landmasse von allen oder zumindest beinahe allen damals existierenden Kontinentalkernen auf der Erde entstanden war.

## Bestandteile
Ur bestand aus vier größeren Kratonen, dem Westlicher Dharwar-Kraton und dem Singhbhum-Kraton Indiens, dem Kaapvaal-Kraton Südafrikas und dem Pilbara-Kraton Australiens. Dazu kommen wahrscheinlich noch drei kleinere Kratone in der Antarktis und eventuell zwei weitere kleinere Kratone in Indien, der Östlicher Dharwar-Kraton und der Bastar-Kraton (Bhandara-Kraton). Es ist denkbar, dass sich Ur aus mehreren kleineren Kontinenten bildete. So nahmen Nelson et al. (1999) aufgrund der sehr ähnlichen geologischen Geschichte an, dass Kaapvaal- und Pilbara-Kraton einmal einen Kleinkontinent bildeten, den sie Vaalbara nannten.

## Ur als Kontinent
Ur wurde um 2500 mya durch die Akkretion des Zimbabwe-Kratons an den Kaapvaal-Kraton entlang des Limpopo-Belt sowie die Akkretion des Yilgarn-Kratons an den Pilbara-Kraton vergrößert. Dieser Kontinent wird als extended Ur, übersetzt als „größeres Ur“ bezeichnet. Dieser durch weitere Krustenteile vergrößerte Kontinent schloss sich nach diesem plattentektonischen Modell mit Ost-Antarctica, Nena und Atlantica vor 1,1 bis 1 Milliarde Jahren zum globalen Superkontinent Rodinia zusammen. Er bildete den Kern des späteren Gondwana. Heute sind seine Krustenanteile auf die Kontinente Afrika, Antarktis und Australien sowie den indischen Subkontinent verteilt.

## Ältere Krustensplitter
Seit der Entdeckung des möglicherweise bis zu 4,3 Milliarden Jahre alten Nuvvuagittuq-Grünsteingürtels aus dem östlichen Kanadischen Schild, der 4030 mya alten Acasta-Gneise und ähnlich alter Splitter auf verschiedenen Kontinenten kann angenommen werden, dass bereits im Hadaikum Festlandinseln existierten. Solche Gesteinsfunde wurden in Montana, Wyoming, im Enderby-Land der Antarktis, an der chinesisch-koreanischen Grenze, in Goa, rund um die grönländische Hauptstadt Nuuk, in Brasilien und Afrika gemacht.